# Terytorium (biologia)

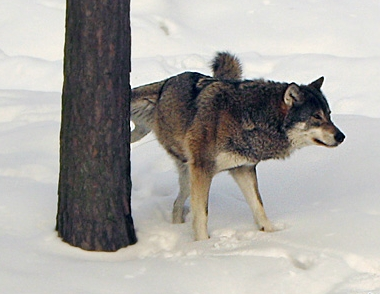
Wilk znaczący moczem swoje terytorium

Terytorium – obszar zajmowany wyłącznie przez jedno zwierzę lub grupę zwierząt. Własne terytorium zwiększa szanse przeżycia osobnika, gdyż zapewnia mu dostateczną ilość pokarmu, kryjówki przed drapieżnikami, materiał do budowy gniazda lub legowiska oraz wszystkie elementy mające znaczenie w wychowaniu potomstwa. Terytorium może być zajmowane przez zwierzę na stałe lub okresowo.
Osobniki uznające terytorium za swoje zaznaczają swoją obecność specyficznymi dla danego gatunku sygnałami (chemicznymi, wizualnymi lub dźwiękowymi) oraz są gotowe je bronić, głównie przed innymi osobnikami tego samego gatunku, a nawet tej samej płci (terytorium rozrodcze samca lub samicy). Terytorium jest zwykle częścią areału osobniczego, czasami się z nim pokrywa.
Wielkość terytorium jest zależna od wielkości zwierzęcia oraz dostępności spożywanego pokarmu. Zwykle gatunki drapieżne zajmują większe terytoria niż pozostałe gatunki zwierząt.
Instynktowne zachowania zwierzęce polegające na obronie swojego terytorium to terytorializm.